# Isocapnia orientalis
Isocapnia orientalis är en bäcksländeart som beskrevs av Zhiltzova 1975. Isocapnia orientalis ingår i släktet Isocapnia och familjen småbäcksländor. Inga underarter finns listade i Catalogue of Life.